# Еміль Бок
Еміль Бок (рум. Emil Boc; нар. 6 вересня 1966) — румунський державний і політичний діяч.

## Політична кар'єра
У 2003 році обраний головою Демократичної ліберальної партії Румунії.

### Мер Клуж-Напока
У 2004 році Еміль Бок переміг на виборах у мери міста Клуж-Напока. Його суперниками були вкрай правий націоналіст Джорджа Фунар, який займав пост мера міста протягом 12 років, і Іоан Рус, кандидат від Соціал-демократичної партії. На місцевих виборах 2008 року знову обраний мером міста, отримавши 76,2% голосів виборців. До початку світової економічної кризи Клуж-Напока виявився одним з найблагополучніших в економічному відношенні міст Румунії.

### Прем'єр-міністр Румунії
Після парламентських виборів 2008 року Демократична ліберальна та Соціал-демократична партії підписали угоду про створення коаліції, яка повинна сформувати уряд. Спочатку призначений прем'єр-міністром Теодор Столожан 15 грудня 2008 пішов у відставку, тимчасовим прем'єром був призначений Еміль Бок. 22 грудня того ж року він отримав вотум довіри в парламенті. До складу коаліційного уряду Еміля Бока увійшли представники Демократичної ліберальної партії і Соціал-демократичної партії. Ця коаліція двох основних протиборчих сил в країні носила тимчасовий характер.
Вже восени 2009 року правляча коаліція розпалася. Початком суперечностей всередині союзників послужила заява соціал-демократичного міністра внутрішніх справ Дана Ніки, який звинуватив прихильників президента Траяна Басеску в спробі організувати фальсифікацію майбутніх в Румунії 22 листопада президентських виборах. 29 вересня 2009 Еміль Бок попросив Траяна Басеску звільнити Дана Ніку з посади міністра, що й було зроблено. Тимчасовим міністром внутрішніх справ був призначений представник Демократичної ліберальної партії Василе Блага.
1 жовтня 2009 лідер Соціал-демократичної партії Мірча Джоане заявив, що всі міністри, що представляють соціал-демократів, йдуть у відставку на знак солідарності з Даном Нікою. 13 жовтня 2009 парламент Румунії виніс вотум недовіри кабінету Еміля Бока.
Урядова криза тривала під час кампанії з виборів президента Румунії і завершилася лише після підбиття підсумків другого туру голосування. На виборах президента Румунії перемогу здобув Траян Басеску, який знову запропонував сформувати кабінет Емілю Боку. 23 грудня 2009 другий уряд Бока отримав вотум довіри в парламенті країни. Нову правлячу коаліцію склали Демократична ліберальна партія та Демократичний союз угорців Румунії.
У січні 2012 по всій країні розгорнулися акції протесту проти прийнятих Кабінетом міністрів заходів суворої економії. Зокрема, уряд намагався провести програму скорочення бюджетних витрат, у тому числі скоротивши ряд соціальних програм. Демонстрації тривали вже кілька тижнів.
6 лютого 2012 прем'єр Еміль Бок оголосив про свій відхід у відставку на тлі безперервних акцій протесту. Він виступив із заявою після засідання Кабінету міністрів: «Настав час важливих політичних рішень. З цієї точки зору, я ухвалив рішення залишити свій урядовий мандат».

## Виноски
1. ↑  Прем'єр-міністр Румунії Еміль Бок оголосив про свою відставку. Архів оригіналу за 2 листопада 2012. Процитовано 7 лютого 2012.